# Vlag van Eeklo
De vlag van Eeklo werd door de gemeenteraad op 15 juni 1981 officieel vastgesteld als de gemeentelijke vlag van de Oost-Vlaamse gemeente Eeklo. Op 2 februari 1982 werd hij door het koninklijk besluit bevestigd en uiteindelijk gepubliceerd op 21 april 1982 en opnieuw op 4 januari 1995 in het officiële Belgisch Staatsblad.
Officieel wordt de vlag beschreven als:
Twee even lange banen van groen en van wit met op het midden twee eiketakken, ovaalsgewijze geplaatst, van het een in het ander.
De kleuren van de vlag en de eikentakken komen van de rand van het gemeentewapen. De gemeente gebruikte in het verleden een verticale groen-witte vlag.

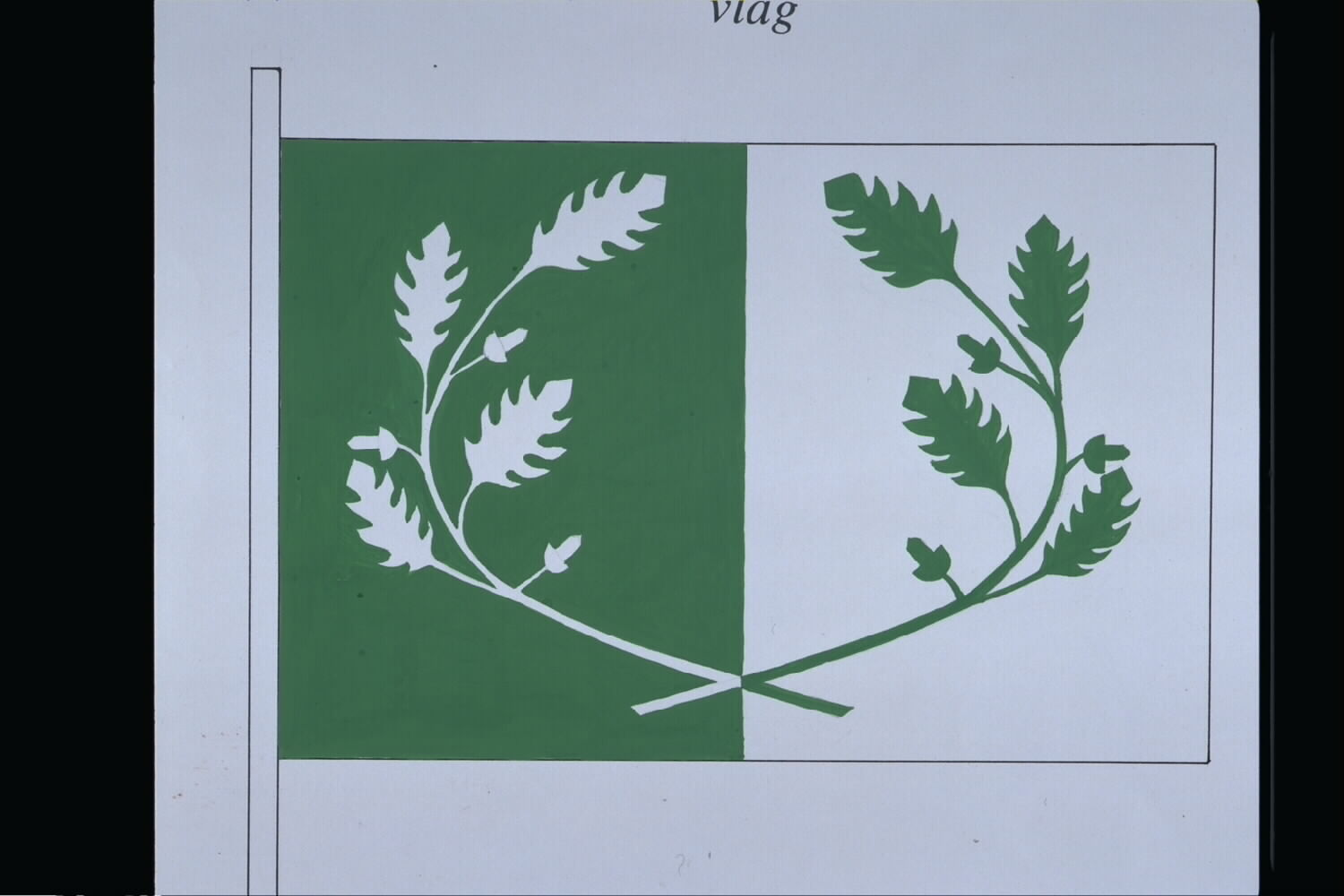
Officiële tekening van de vlag